# (5700) Homerus
(5700) Homero, designación internacional (5700) Homerus, es un asteroide del cinturón de asteroides, descubierto por Cornelis Johannes van Houten, Ingrid van Houten-Groeneveld y Tom Gehrels el 16 de octubre de 1977 desde el Observatorio del Monte Palomar. Presenta una órbita caracterizada por un semieje de 2,5958 UA, una excentricidad de 0,1658 y una inclinación de 12,9317° respecto a la eclíptica.
Recibe su nombre en homenaje al poeta griego Homero, autor de las dos primeras grandes obras de la literatura occidental, la Ilíada y la Odisea.